# Allosmaitia coelebs
Espèce
Allosmaitia coelebs est une espèce d'insectes lépidoptères - ou papillons de la famille des Lycaenidae, sous-famille des Theclinae et du genre Allosmaitia.

## Dénomination
Allosmaitia  coelebs a été décrit par Gottlieb August Wilhelm Herrich-Schäffer en 1862, sous le nom initial de Thecla coelebs.

### Noms vernaculaires
Allosmaitia  coelebs se nomme Cuban Hairstreak en anglais.

## Description
Allosmaitia  coelebs est un petit papillon d'une envergure d'environ 28 mm qui possède à chaque aile postérieure une très fine queue.
Le dessus est marron doré avec une suffusion bleue le long du bord interne des ailes antérieures et aux ailes antérieures en triangle central de la base au bord externe en laissant deux larges bandes marron doré le long du bord costal et du bord interne.
Le revers est jaune doré avec deux lignes de traits marron doublées de blanc en limite de l'aire postdiscale, et, sur les ailes postérieures, un gros ocelle foncé en position anale, un ocelle bleu gris dans l'aire postmarginale en e2 et un ocelle rouge en e3.

## Écologie et distribution
Allosmaitia coelebs est présent  à Cuba et à Haïti.

### Protection
Pas de statut de protection particulier.